# Бельфор, Керван
Керван Бельфор (фр. Kervens Fils Belfort, род. 16 мая 1992) — гаитянский футболист, нападающий клуба «Джамшедпур» и национальной сборной Гаити.

## Карьера

### Клубная
С 2007 года Керван Бельфор выступал в чемпионате Гаити за клуб «Тампет» из города Сен-Марк. В составе клуба он дважды выигрывал национальный чемпионат, а также признавался лучшим игроком страны и чемпионата. В сентябре 2010 года Керван отправился на просмотр в португальский клуб «Бенфика», где намеревался получить профессиональный контракт. Спустя девять дней после прибывания в «Бенфики» нападающий отправился во французский «Ле-Ман», где он встретился со своим соотечественником Джеффом Луи.
Во Франции Бельфор начал играть за «Ле-Ман B», резервный состав клуба, а спустя год дебютировал за основную команду «Ле-Мана». Во французской Лиге 2 он впервые сыграл 29 июля 2011 года в матче против «Арль-Авиньона». Встреча завершилась гостевым поражением его команды со счётом 1:0. Первые голы за свою команду Бельфор забил 20 августа в ворота «Седана», отличившись на 26-й и 55-й минутах. В сезоне 2011/2012 гаитянин принял участие в 29 матчах чемпионата и забил 5 голов, а также дважды выходил на поле в рамках Кубка Франции и трижды в Кубке Лиги.
С сентября 2013 года Керван стал тренироваться со швейцарским клубом «Сьон», а в январе 2014 года стал полноценным игроком клуба. Вскоре выяснилось, что нападающий не может играть за клуб, так у команды закончилась квота для игроков из стран, не входящих в ЕС. Больфор не стал ждать четыре месяца и отправился в аренду во французский «Гренобль».
Летом 2014 года на правах свободного агента он перешёл в клуб «Фрежюс-Сен-Рафаэль». С января 2015 года играет за кипрский «Этникос».

### Сборная Гаити
Его международный дебют за национальную сборную Гаити состоялся 24 марта 2010 года в товарищеском матче против сборной Мартиники.

## Достижения
Командные
 Тамлет
- Чемпион Гаити (2): 2009, 2010

Личные
- Лучший игрок Гаити: 2008
- Лучший игрок чемпионата Гаити: 2009